# Rezultat treninga (Naruto epizoda)
Rezultat treninga je epizoda animea Naruto Shippuden. Ovo je 3. epizoda 1. sezone.

## Radnja
Naruto i Sakura počinju borbu s Kakashijem, identičnu testu sa zvončićima. Pošto su ovaj put kod Kakashija samo dva zvončića, zadatak im je uzeti mu ih. Ali ovaj put su sposobni izbjeći svaki Kakashijev trik jer su i napredniji i zato što su se već borili s njim u prošlom testu sa zvončićima. 
U međuvremenu, Deidara pokazuje svoj talent onesposobljavanjem čuvara oko Sunagakure. Kada dođe do Kazekageove zgrade, Gaara ga tamo čeka.

## Detalji
- Početkom epizode, Sakura i Kakashi su zadivljeni potezom kojim je Naruto izbjegao Kakashijev napad.

- Cijelo vrijeme borbe, u šumi stoje/sjede Tsunade, Jiraiya i Shizune te promatraju Sakurine i Narutove poteze i pokrete.

- Kao dodatak nakon ove epizode, Tsunade pročita ANBUov izvještaj o Akatsukiju. Izvještaj sadržava detaljnije podatke iz Prvog djela serije.